# Зюхури, Агабаба
Агабаба Зюхури (азерб. Ağababa Zühuri; 6 января 1849, Шемахы, Шемахинский уезд, Бакинская губерния, Российская империя — 1910, Баку, Бакинская губерния, Российская империя) — азербайджанский поэт XIX века, член литературного общества «Бейтус-сафа».

## Биография
Агабаба Зюхури родился 6 января 1849 года в городе Шемахы в семье торговца Мешади Абдуллы. Образование он получил в родном городе. Хорошо знал арабский и персидские языки, а также разбирался в персидской литературе. Он был членом литературного кружка «Бейтус-сафа» в Шемахе. В 1892 году Зюхури переселился в Баку и работал там учителем два года, позже скончался в 1910 году. Поэт оставил после себя утерянный диван и несколько произведений.